# Treuchtlingen–Würzburg-vasútvonal

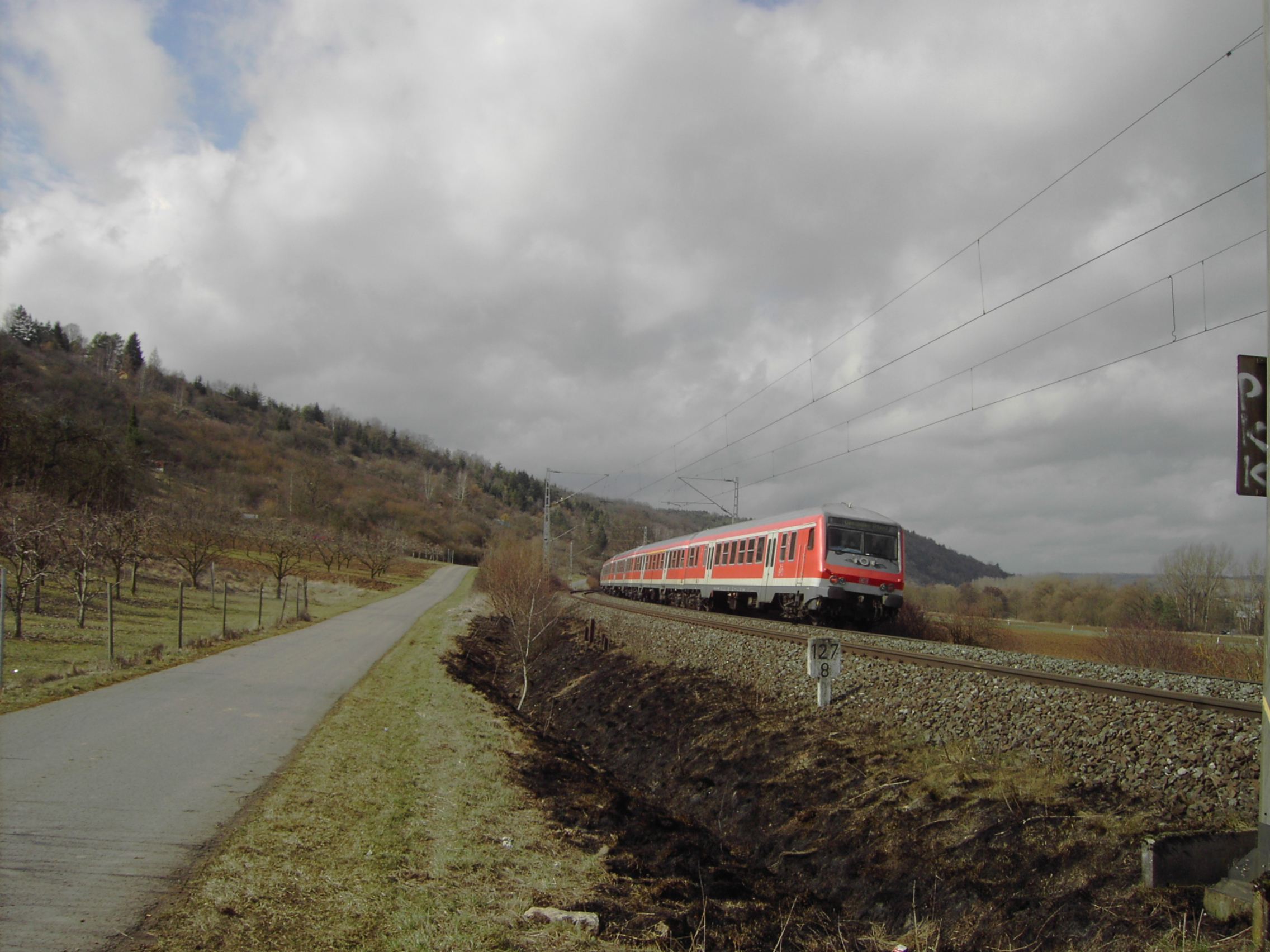
Regionális ingavonat a vonalon

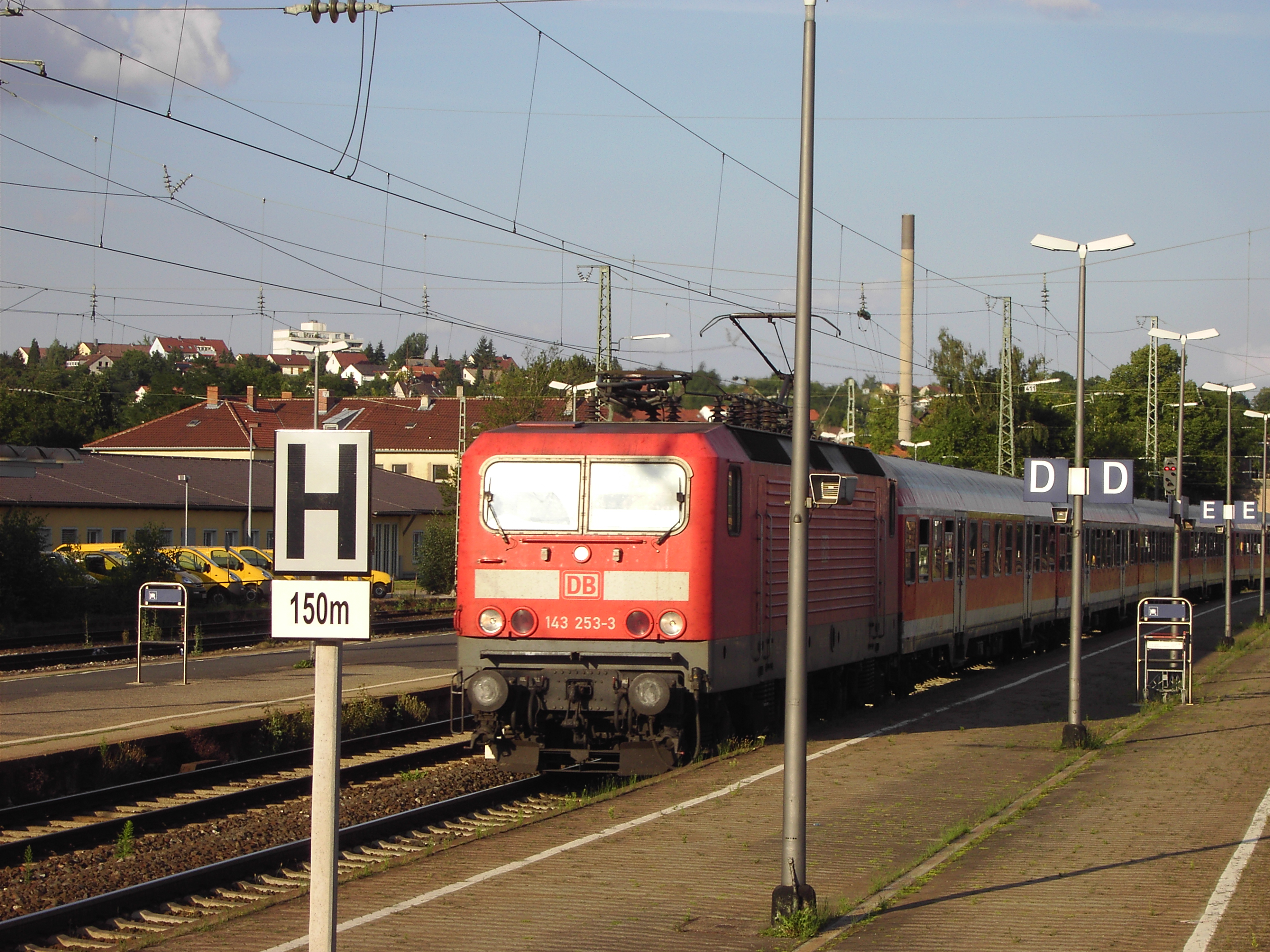
Nürnberg–Stuttgart regionális vonat Ansbach állomáson

A Treuchtlingen–Würzburg-vasútvonal egy normál nyomtávolságú, kétvágányú 15 kV, 16,7 Hz-cel villamosított vasútvonal Németországban Treuchtlingen és Würzburg között. A vasútvonal hossza 140,2 km, engedélyezett sebesség 160 km/h.
A vasútvonalat a Bajor Királyi Államvasutak (Königlich Bayerische Staatseisenbahnen) építette, a  vonal első szakasza 1859 július 1-jén nyílt meg. Egyike Németország legrégebbi vonalainak. A villamosítása 1965. március 15-én lett kész.